# آیس لیک
آیس لیک (به انگلیسی: Ice Lake) نام سری پردازنده‌های ۱۰ نانومتری شرکت اینتل است که در سال ۲۰۱۹ جایگزین سری Cannon Lake شد. آیس لیک با ترکیبی از چیپ ست‌های سری ۴۰۰ اینتل استفاده خواهد شد. آیس لیک بروی رو نسل دوم پردازنده‌های ۱۰ نانومتری اینتل (۱۰ نانومتر +) تولید می‌شود و معماری دوم ۱۰ نانومتری پس از سری Cannon Lake خواهد بود.
با اعلام رسمی اینتل در مورد پردازنده‌های Ice Lake، ما سه عنوان رسمی برای مدل‌های آینده پردازنده‌های اینتل داریم: Coffee Lake، تراشه ۱۴ نانومتری که در اوت ۲۰۱۷ معرفی شد؛ Cannon Lake، تراشه ۱۰ نانومتری که در CES معرفی شد.